# VVV Trippin'you
VVV [Trippin'you] es un grupo musical de electrónica español surgido en 2015 en Móstoles, Madrid. Fundado inicialmente como un proyecto de su vocalista, Adrián Bremner, junto al bajista Manuel Salas. El dúo graba su primer proyecto, Dirty Leeds (2015), un EP de cuatro temas, que lanzan a la plataforma Bandcamp. En 2018, durante el proceso de grabación de L'ennui, se les suma Elinor Almenara a los teclados, guitarra y coros. En 2020 editan su segundo disco, Escama, ese mismo año, Salas abandona el grupo y en su lugar entra Salvador Urbaneja, al bajo. Al año siguiente, sale su tercer proyecto, Turboviolencia (2021). En 2023 sacan su cuarto disco, Vaciador.

## Historia

### Formación
En 2015, Adrián Bremner le ofrece a su amigo Manuel Salas participar en un proyecto electrónico, llamado VVV [Trippin'you]. Por aquel entonces Bremner formaba parte del grupo C.I.A.N.U.R.O, mientras que Salas provenía de la escena hardcore. Ambos se reúnen en casa de Bremner, en Móstoles, para grabar lo que sería su primer proyecto, el EP Dirty Leeds, que contenía cuatro temas, con uno de ellos como homenaje al equipo inglés. El EP fue subido a la plataforma Bandcamp y no tuvo apenas repercusión, salvo en círculos del post-punk. Su primer directo, ocurre en la sala Juglar de Madrid, junto a otros grupos como Somos La Herencia y The Absent Artists.

## Discografía

### Álbumes de estudio
- 2018: L'Ennui
- 2020: Escama
- 2021: Turboviolencia
- 2023: Vaciador

### EP
- 2015: Dirty Leeds
- 2016: Dance and Cry
- 2020: Cólera / Mi Sangre

### Sencillos
- 2020: Tribu
- 2021: 31014 (Remix)
- 2023: La Carretera (VVV Crash Team Raving Remix)
- 2024: El Monte del Edén
- 2025: Dos Gusanos

### Remixes
- 2020: Los Bailes Perdidos (Escama Remixes)
- 2022: Turboviolencia_remixes
- 2024: Vaciador_remixes